# Iskandar Jatloni
Iskandar Jatloni (en tayiko Искандар Хатлонӣ, en persa اسکندر ختلانی, Kulob, 12 de octubre de 1954 – Moscú, 21 de septiembre de 2000) era un periodista y escritor de Tayikistán. Trabajó para la división en idioma tayiko de Radio Free Europe y fue asesinado en la capital rusa. Su esposa Kimmat y una hija de un matrimonio anterior ayudaron a llevar sus restos a su tierra natal.
Comenzó a trabajar como periodista en la BBC en los años 1980, entre otros trabajos, se encargó de informar durante la segunda guerra chechena.